# Пересадочная станция (роман)
«Пересадочная станция» (англ. Way Station) — научно-фантастический роман Клиффорда Саймака.
Впервые опубликован в 1963 году в журнале Galaxy Magazine под названием «Here Gather the Stars».

## Сюжет
Инек Уоллис, ветеран гражданской войны в США, выбран пришельцем Улиссом в качестве управляющего пересадочной станцией для межпланетных путешествий. Пересадочная станция размещается внутри его дома, который, сохранив неизменным свой внешний вид, приобретает ряд удивительных свойств — его невозможно взломать или разрушить никакими земными средствами, и находясь внутри него, человек не стареет. И Инек был единственным человеком, знающим о существовании этих инопланетян, пока сто лет спустя правительство США не заинтересовалось его подозрительно большим возрастом, внешностью, характерной для человека средних лет, и необъяснимыми свойствами его дома. За Уоллисом устанавливается наблюдение.
Фракции в Галактической Федерации хотели добиться закрытия всей транспортной ветви в нашу сторону Галактики, чтобы сконцентрировать ресурсы на прокладывании межпланетных путей в другие стороны. Кража правительством тела умершего инопланетянина, которого Уоллис когда-то похоронил в саду возле своего дома, даёт им стимул к продвижению этой политики, в то время как потеря Федерацией особого артефакта (Талисмана) способствует утрате связи с духом Вселенной и становится причиной нарастания разногласий в Галактической Федерации.
Адаптировав инопланетную математику, Уоллис рассчитал, что человеческая цивилизация движется к мировой войне и ядерному самоуничтожению. Узнав, что закрытие пересадочной станции уже является делом почти решённым, он оказывается перед нелёгким выбором, занять ли позицию невмешательства и дать землянам уничтожить планету, либо попросить галактическое сообщество с помощью нелетального оружия «отбросить» земную цивилизацию в развитии на несколько веков назад, позволив тем самым избежать надвигающейся ядерной войны. Поняв, что он не может взять на себя весь груз ответственности в осуществлении этого выбора, он выходит на контакт с представителями спецслужб, ведущих за ним наблюдение.
Неожиданно на станции появляется инопланетянин, который похитил артефакт и собирался уничтожить оборудование станции, чтобы укрыться от погони на Земле. Уоллис спасает станцию от уничтожения и преследует инопланетянина. Благодаря многолетним тренировкам в тире в обстановке «искусственной реальности», он успевает снайперским выстрелом застрелить инопланетянина за мгновение до того, как тот мог скрыться среди деревьев в наступающих сумерках.
Талисман спасён, его новым Хранителем становится живущая по соседству с Уоллисом глухонемая девушка, имеющая необходимый для этого дар. Благотворное воздействие Талисмана восстанавливает мир и на Земле, и в Галактической Федерации. «Пересадочная станция» легализуется, и Земля принимается в Галактическую Федерацию.

## Премии и номинации
- В 1964 году «Пересадочная станция» получила Премию Хьюго за лучший роман.
- Роман занял 27-е место в опросе, проведённом журналом Astounding Science Fiction[1].
- Роман занял 25-е место (со «Свиданием с Рамой» Артура Кларка) в 1987 году согласно опросу журнала Locus[2].
- Роман занял 31-е место в 1998 году согласно опросу журнала Locus[3].

## Экранизации
В 2004 году кинокомпания Revelstone Entertainment приобретала права на сюжет «Пересадочной станции».
В 2019 году киностудия 6th Idaho продюсера Мэттью Ривза приобрела права на роман «Пересадочная станция» для создания сериала для стримингового сервиса Netflix.